# Kokouvi Pedomey
Kokouvi Pedomey (Lomé, 29 de novembro de 1979) é um ex-futebolista profissional togolês que atuava como defensor.

## Carreira
Kokouvi Pedomey representou o elenco da Seleção Togolesa de Futebol no Campeonato Africano das Nações de 2000.